# Снегирь
Снеги́рь, или обыкнове́нный снеги́рь (лат. Pyrrhula pyrrhula) — певчая птица рода снегирей (Pyrrhula) семейства вьюрковых (Fringillidae).

## Описание
Птица мелких размеров, чуть больше воробья. Голова сверху, вокруг клюва и глаз — чёрная. Маховые и рулевые перья тоже чёрные, с синим металлическим отливом. Поясница и подхвостье — белые. Спина, плечи и зашеек у самца серые. Щёки, шея снизу, брюхо и бока — красные. Тон и интенсивность окраски нижней стороны тела зависит от подвидовой принадлежности и индивидуальных особенностей. Зашеек и плечи самки серые. Спина буровато-коричневая. Щёки, шея снизу, живот и бока — серо-коричневые. Оперение птенцов преимущественно охристо-коричневого цвета. «Чёрной шапочки», как у взрослых особей, на голове у птенцов нет.

## Распространение и места обитания
Снегири населяют всю Европу, Переднюю Азию, Восточную Азию, включая Сибирь, Камчатку, а также Японию. Южная граница проходит примерно по широте северной Испании, Апеннинам, северной Греции и по северу Малой Азии. Снегири населяют как низменные, так и горные леса, отсутствуют на безлесных территориях и к северу от лесной зоны. В России снегири распространены по всей лесной и, частично, лесостепной зоне, где встречаются хвойные деревья, с запада на восток.
Снегирь живёт в лесах с густым подлеском, также его можно встретить в садах и парках городов (особенно во время кочёвок). Летом птица обитает как в густых лесах, так и в редколесьях, но заметить её удаётся редко. Зимой стаи снегирей очень хорошо различимы, как и отдельные птички на безлиственных деревьях на белоснежном фоне. У самцов снегирей грудка розовато-красного цвета, у самок — буровато-серого. Снегирь относится к преимущественно оседлым птицам, полностью откочёвывает на зиму только из северной тайги, на кочёвках встречается до Средней Азии и Восточного Китая.

## Биология

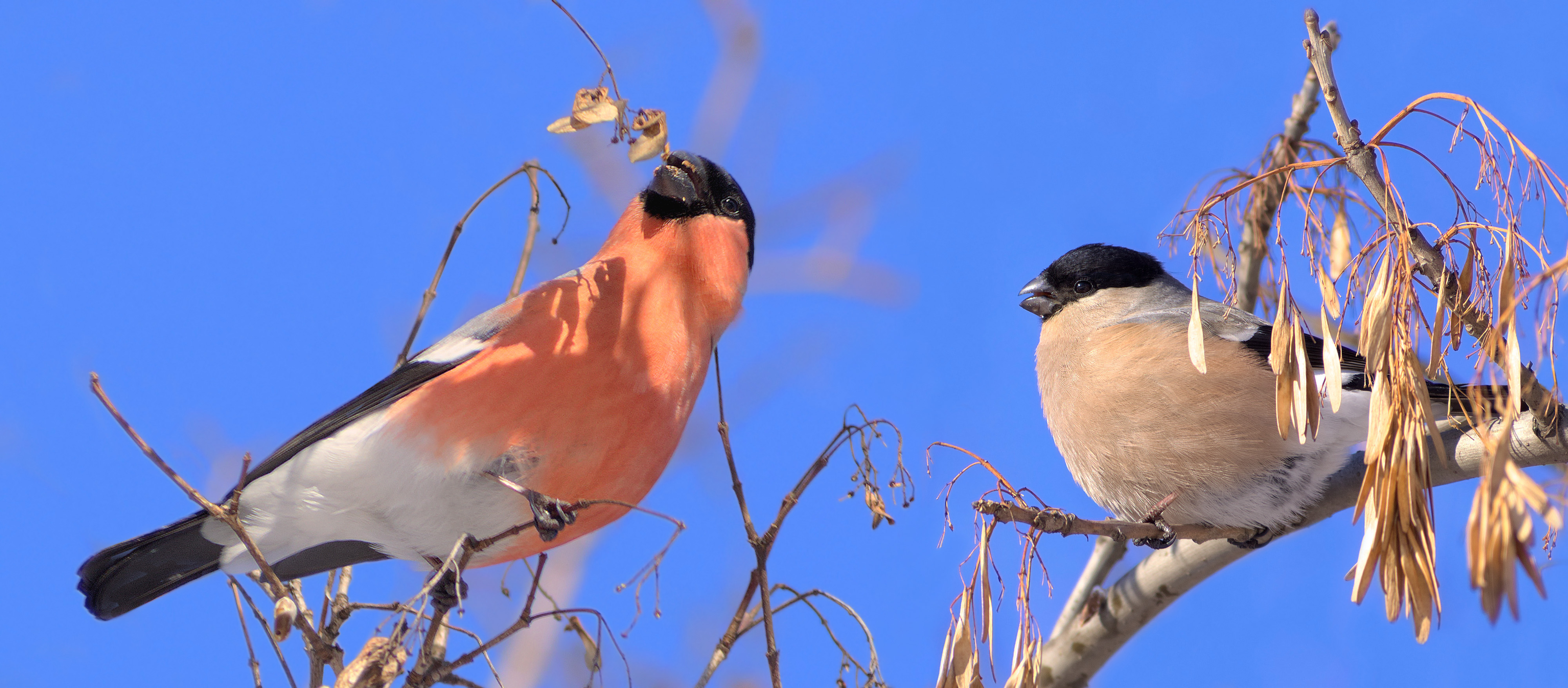
Снегири на ясене

Питается снегирь семенами, почками, некоторыми паукообразными и ягодами (в частности, рябиной). Кормясь ягодами, выедает из них семена, оставляя мякоть. Птенцов выкармливает в основном растительными кормами, добавляя насекомых и ягоды.
Гнездится в хвойных и смешанных лесах, предпочитая участки с преобладанием ели. В России гнездовая численность обыкновенного снегиря максимальна в ельниках, привязанных к долинам рек; минимальная — в сосняках.

## Систематика

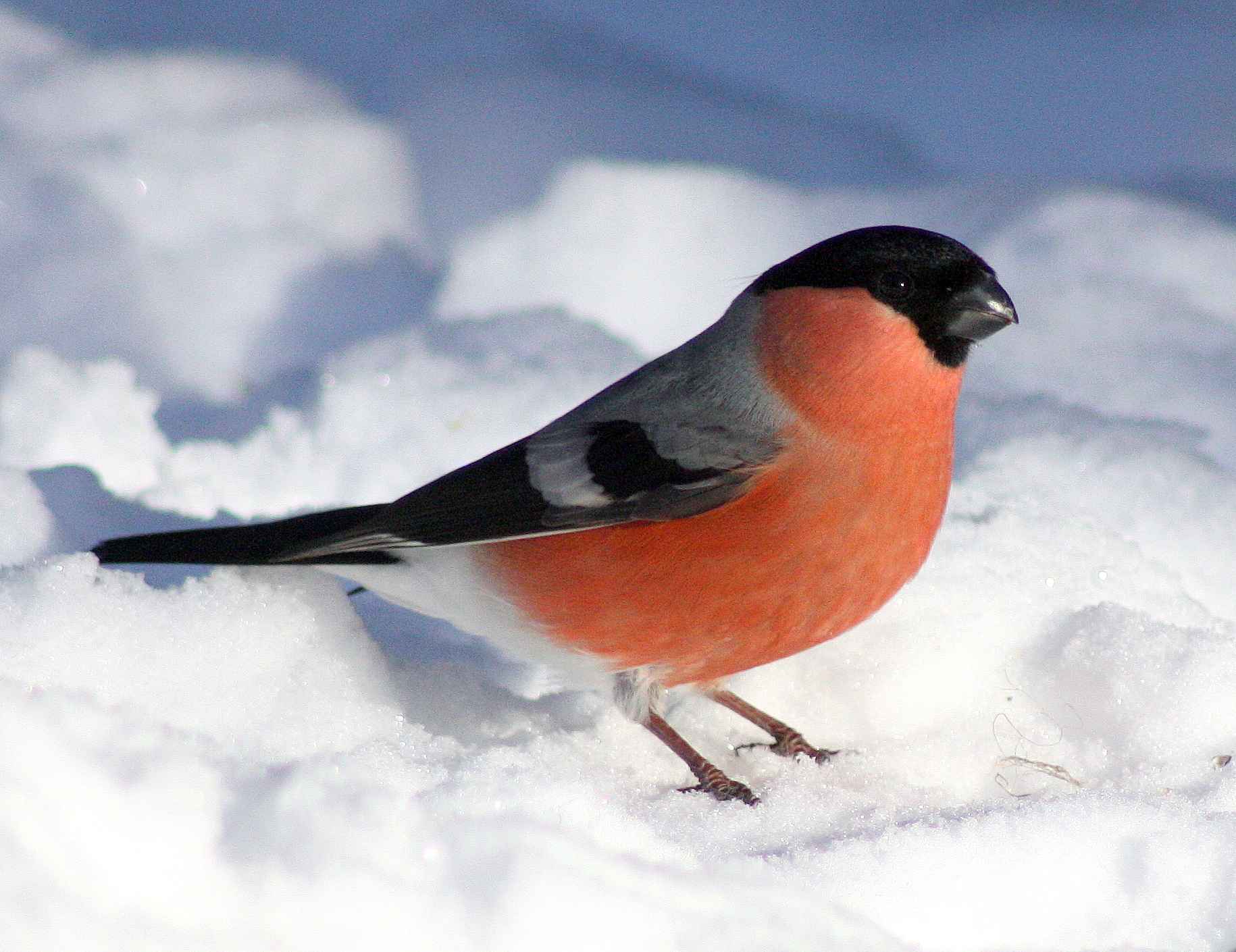
Pyrrhula pyrrhula pyrrhula

Международный союз орнитологов выделяет 10 подвидов.
На территории России 4 подвида:
- Pyrrhula pyrrhula pyrrhula (Loxia pyrrhula) (Linnaeus,1758) — Восточноевропейский или, более распространённое в последнее время и точное название — Евросибирский обыкновенный снегирь (номинативный подвид). Синонимы: P. rubicieilla, Pallas, 1811; P. linnei Malm, 1877; P. coccinea atavica Menzbier, 1883; P. p. (pyrrhula) jenisseiensis Hans Johansen, 1944. Ареал: Север Европы от Норвегии, на западе — Северная Польша, в Белоруссии до 52-й параллели, до областей Брянской, Калужской, Рязанской, восточнее в европейской части России к югу до 55-й параллели, до южной оконечности Южного Урала, между Уральским хребтом и долиной Иртыша до 54-й параллели, до Южного Алтая, Танну-Ола, Хамар-Дабана, южной части Яблонового хребта, восточнее Яблонового хребта к югу до 56-й параллели. На востоке до Верхоянского хребта, к северу в бассейнах Лены и Енисея до 65-й параллели, в Западной Сибири и на Ямале до 67-й параллели, между Уральским хребтом и Белым морем до 66-й параллели, на Кольском полуострове до Хибин. Лесная и лесостепная зоны. Наиболее динамичная форма. Её локальные популяции оказывают влияние на формирование новых гибридных популяций и осваивают смежные биотопы. В Восточной Европе распространился на Украине и до Кавказа. С 2005 г. уральская локальная популяция распространяется на север Европы и в Сибирь. Эта форма известна в Западной Европе под названием «трубящий» (англ. trumpeting) снегирь[3].
- Pyrrhula pyrrhula rossikowi Derjugin, 1900 — Кавказский обыкновенный снегирь. Ареал: Большой Кавказ, Малый Кавказ, к северу до северного склона Большого Кавказа, Талыш и Аджария в Закавказье. Узкая полоса по северу Малой Азии. Отличается сравнительно мелкими размерами и более яркой окраской, вздутым клювом и коротким хвостом.
- Pyrrhula pyrrhula cassinii (P. coccinea cassini) Baird, 1869 — Камчатский обыкновенный снегирь. Синоним: P. kamtschatica Taczanowski, 1822. Ареал: К востоку от Верхоянского хребта до Охотского побережья. Камчатка, Парамушир. Межсезонные встречи на Аляске. Зимует в Приморье. Самый крупный подвид. Основное отличие — часто встречающиеся белые пятна на крайних рулевых перьях. Оперение самцов более розового оттенка. Взрослые самки окрашены так же, как и самки серого снегиря. Красное пятно на крайнем внутреннем третьестепенном маховом пере иногда отсутствует даже у самцов. Пересекается на юге с ареалом уссурийского снегиря.
- Pyrrhula pyrrhula cineracea Cabanis, 1872 — от западной Сибири и северо-восточного Казахстана до восточной Сибири и северо-восточного Китая.
- P. pyrrhula griseiventris Lafresnaye, 1841 — Курильские острова, Хоккайдо, северные и центральные районы Хонсю
- P. pyrrhula rosacea Seebohm, 1882 — Сахалин

Зарубежные подвиды:

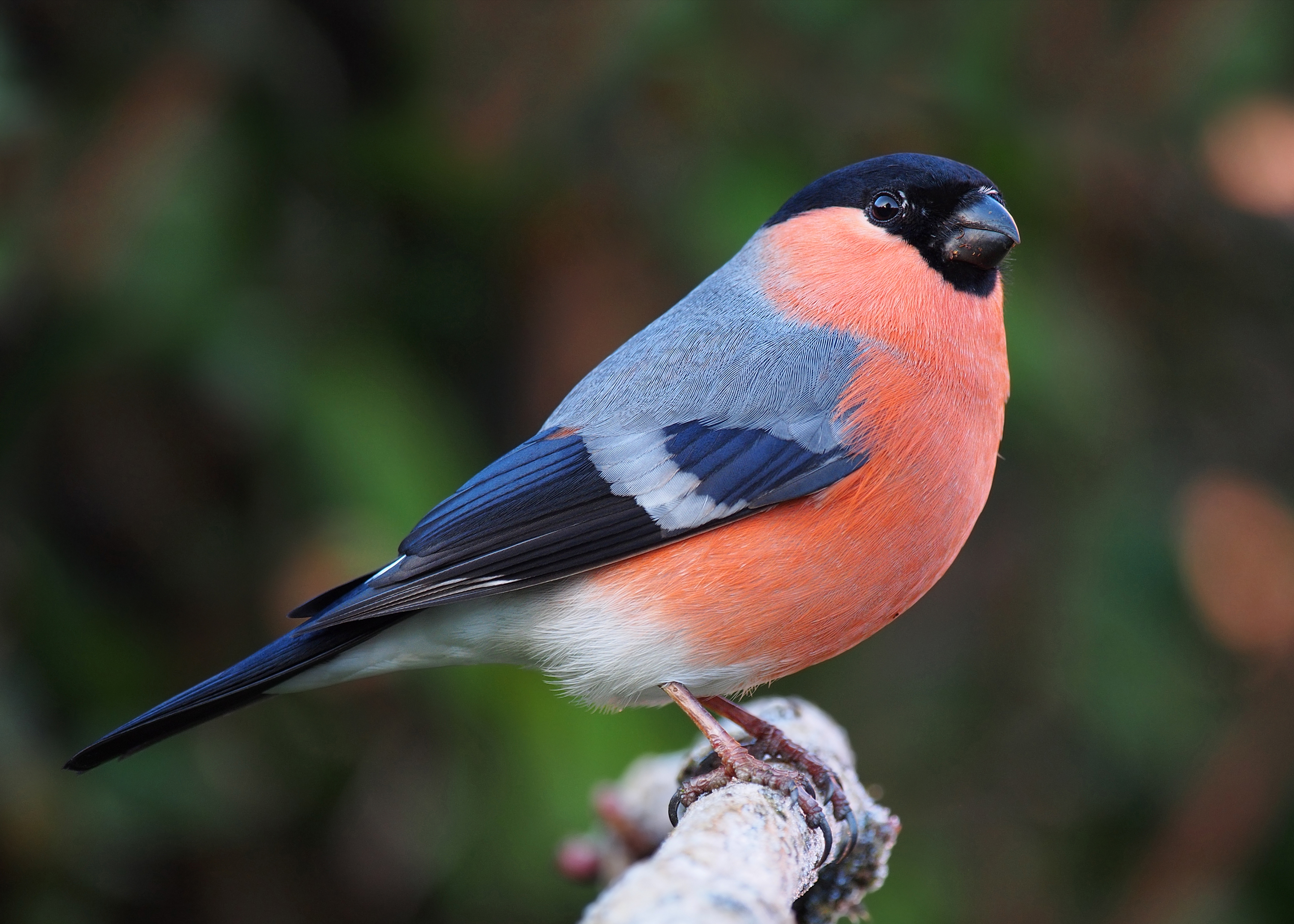
Pyrrhula pyrrhula pileata

- P. pyrrhula caspica Witherby, 1908 — Иранский обыкновенный снегирь. Ареал: горы Эльбурс в Северном Иране (возможно, Копетдаг /Зарудный, 1908/.
- P. pyrrhula europea Vieillot, 1816 — Западноевропейский обыкновенный снегирь. Ареал: Северная половина Италии (без Ломбардии), Восточное предгорье Альп, Западные Татры, Западная Германия, Франция. Восточные популяции иногда рассматривают отдельно: P. p. coccinea Gmelin, 1789; однако, некоторые авторы считают эти популяции гибридными: P. p. europea x P. p. pyrrhula.
- P. pyrrhula iberiae Voous, 1952 — Испанский обыкновенный снегирь. Ареал: Пиренейский полуостров.
- P. pyrrhula pileata MacGillivray, 1837 — Британский обыкновенный снегирь. (Встречается дробление: P. p. nesa Mathews & Iredale — Английский обыкновенный снегирь; P. p. wardlawi Clancey, 1948 — Шотландский обыкновенный снегирь). Ареал: Британские острова.

P. pyrrhula germanica Brehm, 1831 — Среднеевропейский обыкновенный снегирь. Синоним: P. p. minor, Brehm, 1885. Ареал: Южная Германия, Северо-Восточные Альпы, Балканы (и очень вероятно Карпаты). Эта форма считается гибридного происхождения: P. p. germanica = P. p. pyrrhula x P. p. rossicowi. В современных сводках её вообще не выделяют. Однако отдельные популяции снегирей сильно отличающиеся от номинативного подвида ещё продолжают существовать в горных областях Европы. Эта картина в последнее время будет ещё более размыта в результате широкой экспансии P. p. pyrrhula в Западную Европу с востока. А участие P. p. rossicowi в этом процессе кажется сильно проблематичным.

## Вокализация
| Внешние аудиофайлы | Внешние аудиофайлы                                          |
| ------------------ | ----------------------------------------------------------- |
|                    | http://nature.baikal.ru/sndfiles/158/3_1_06_93_Ppp2_IX7.mp3 |

| Внешние аудиофайлы | Внешние аудиофайлы                             |
| ------------------ | ---------------------------------------------- |
|                    | http://nature.baikal.ru/sndfiles/106/Pppm1.mp3 |

## Галерея

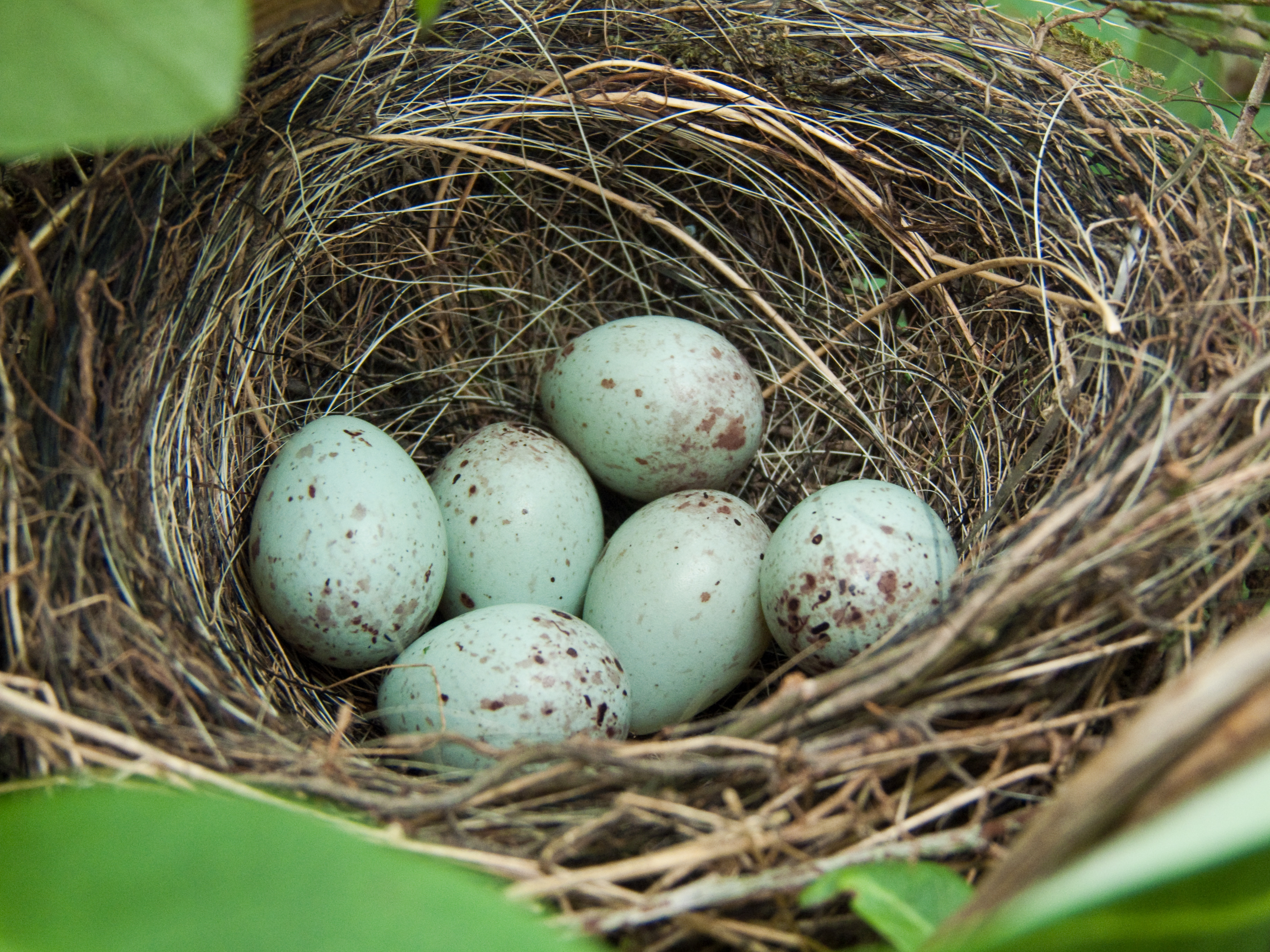
Гнездо с яйцами
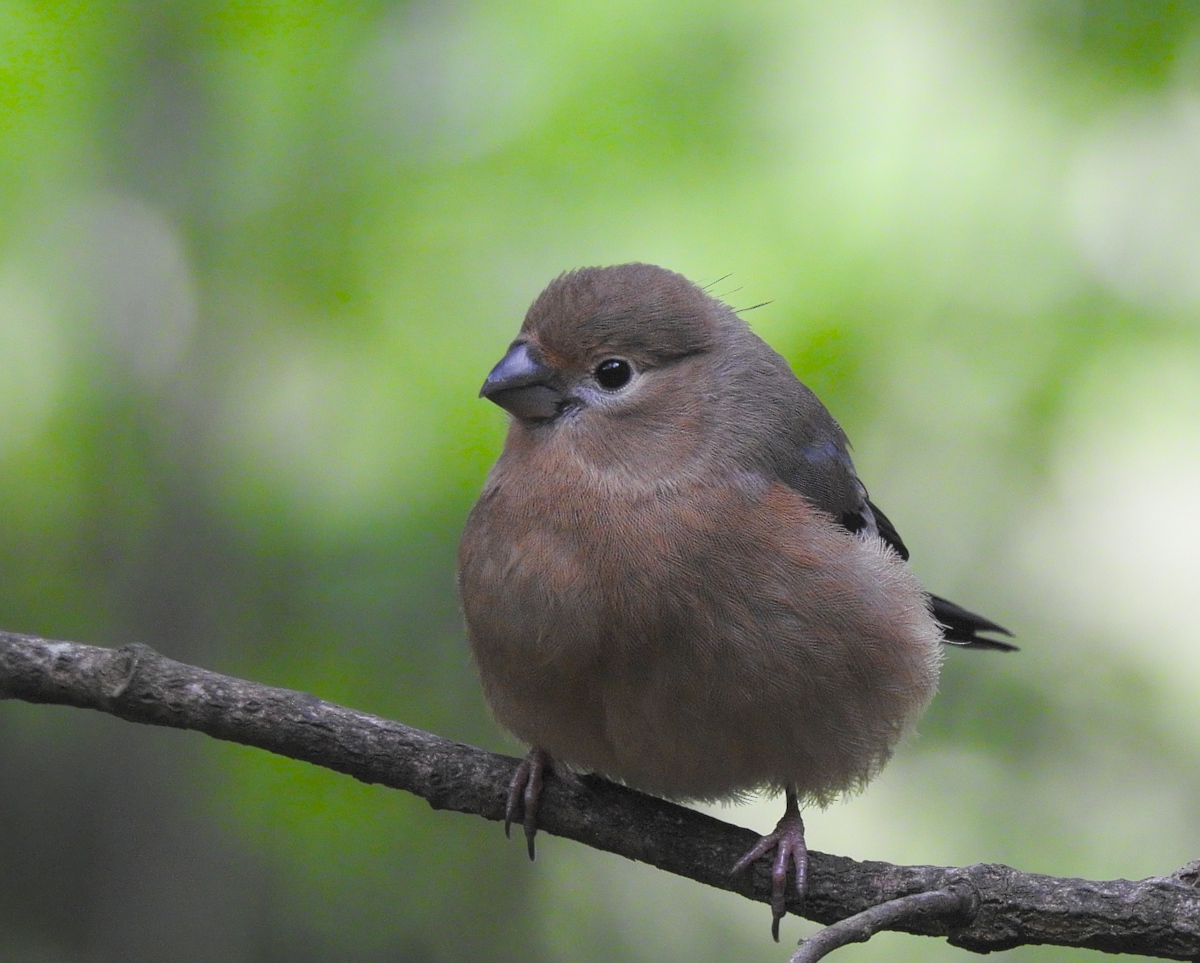
Птенец
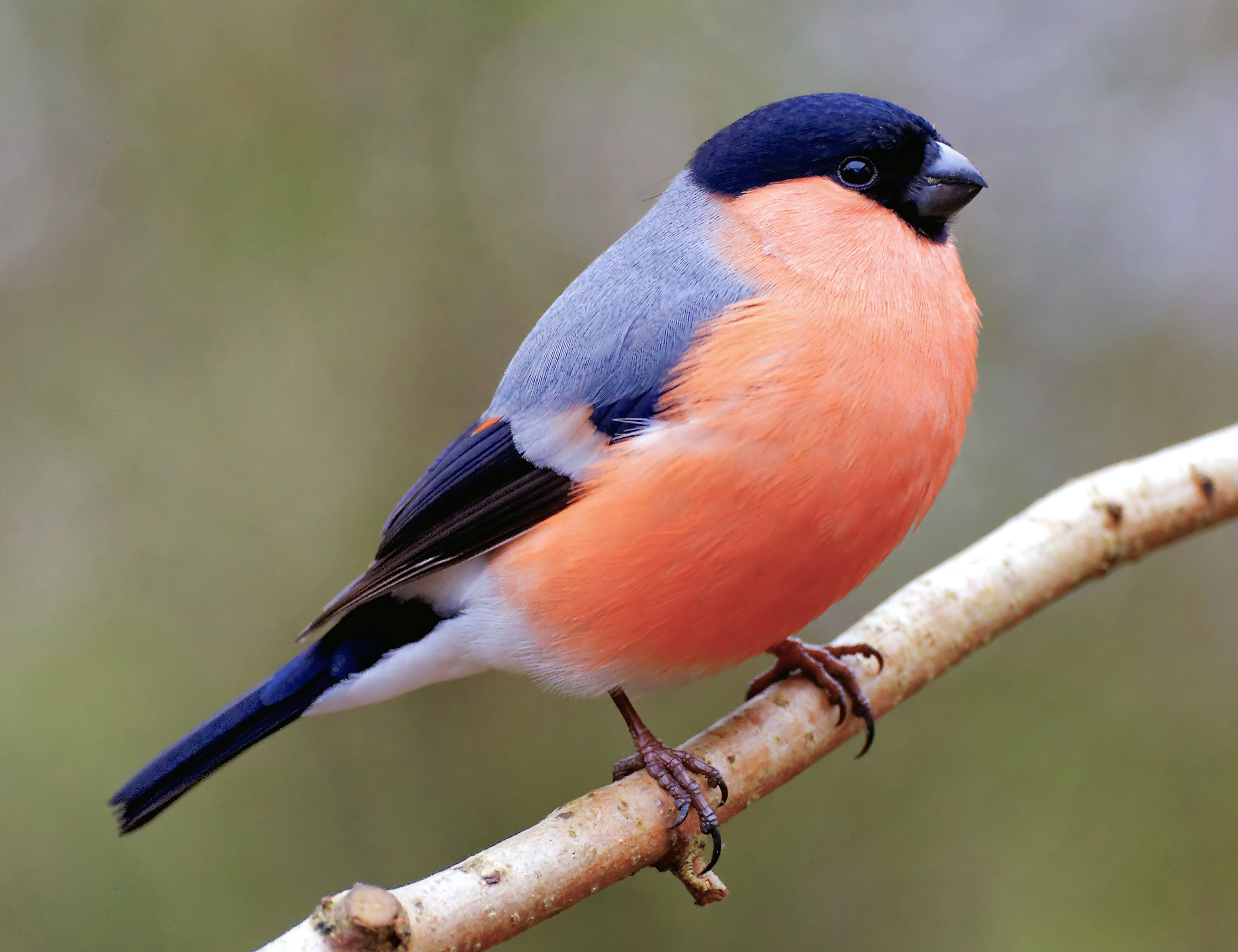
Самец
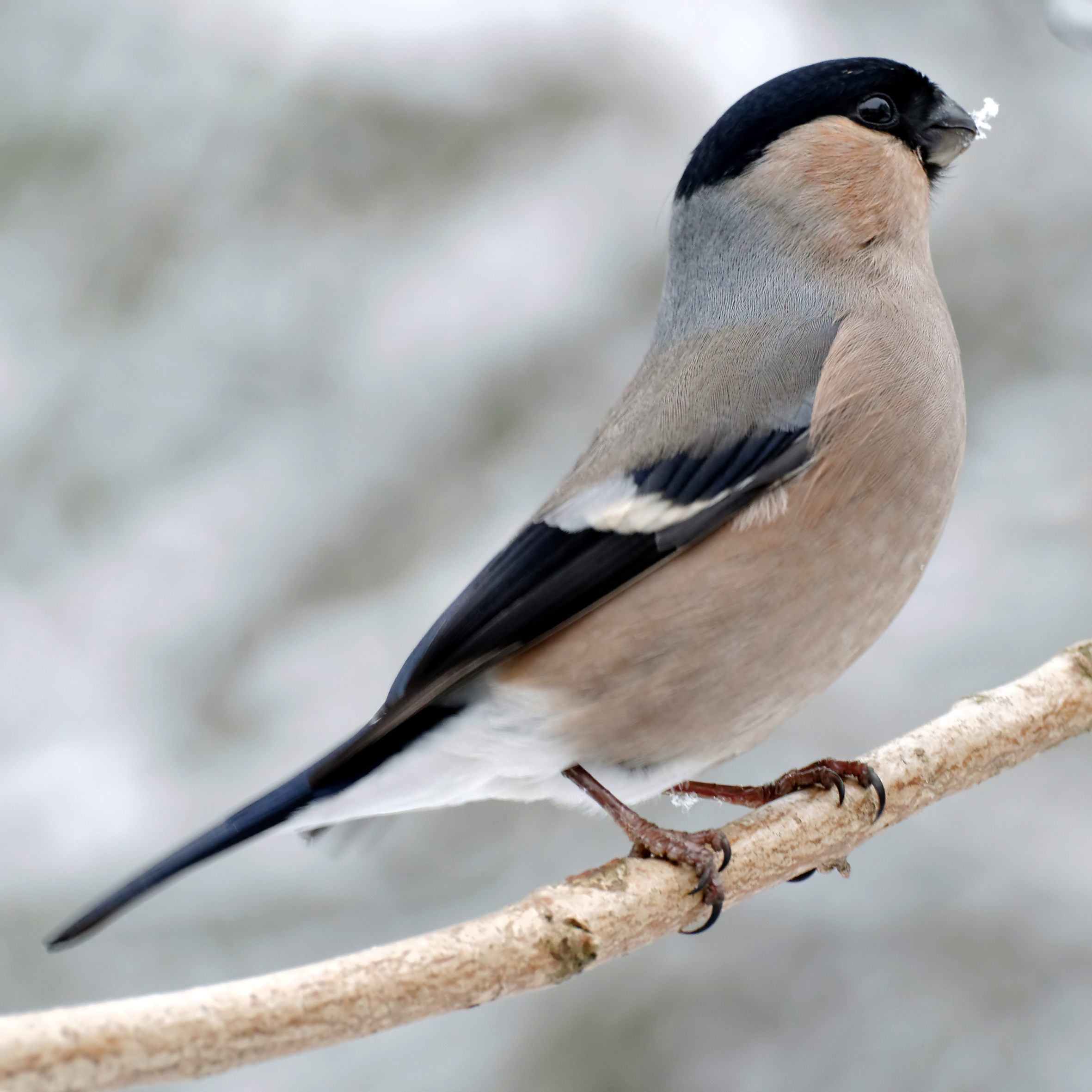
Самка
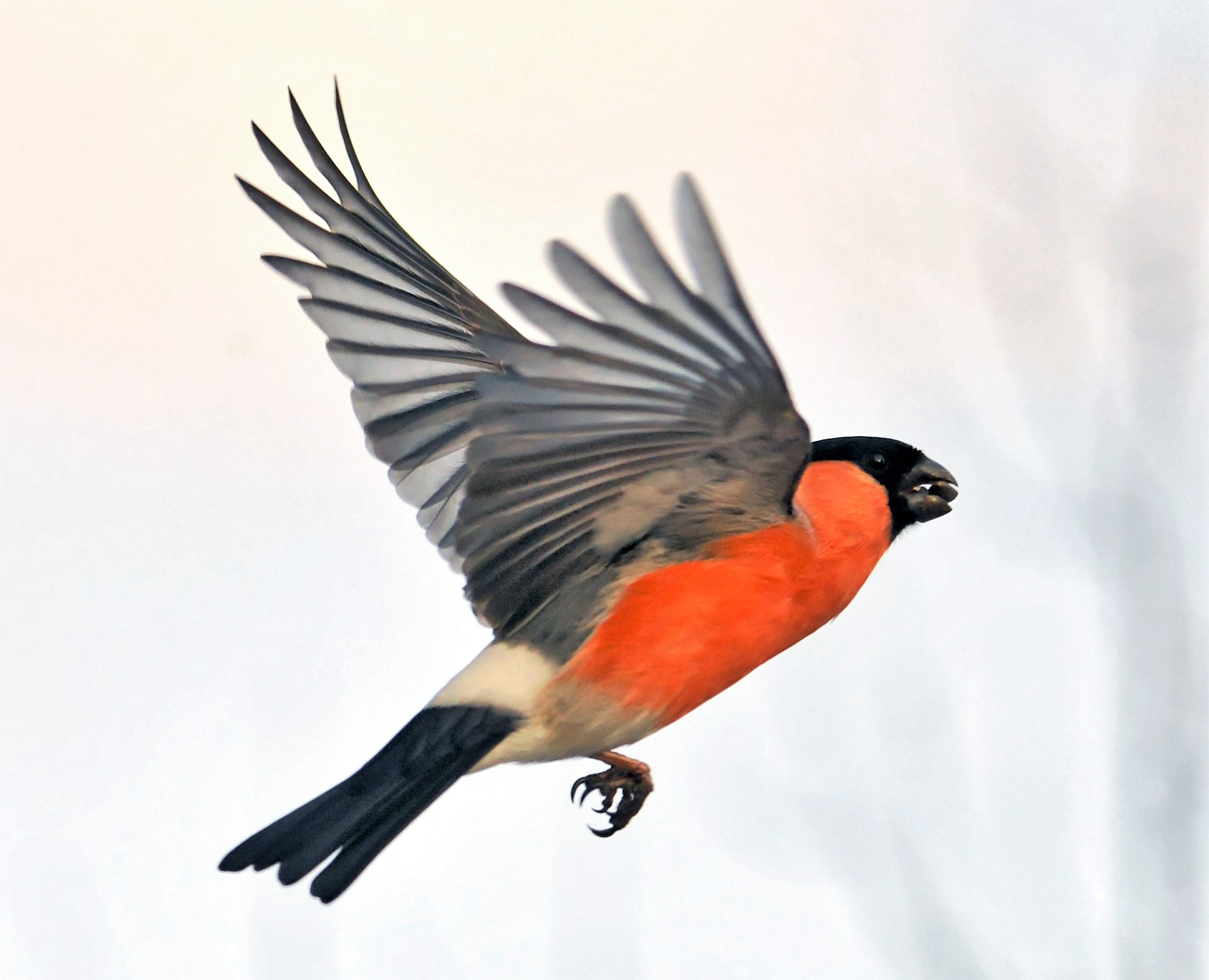
В полёте
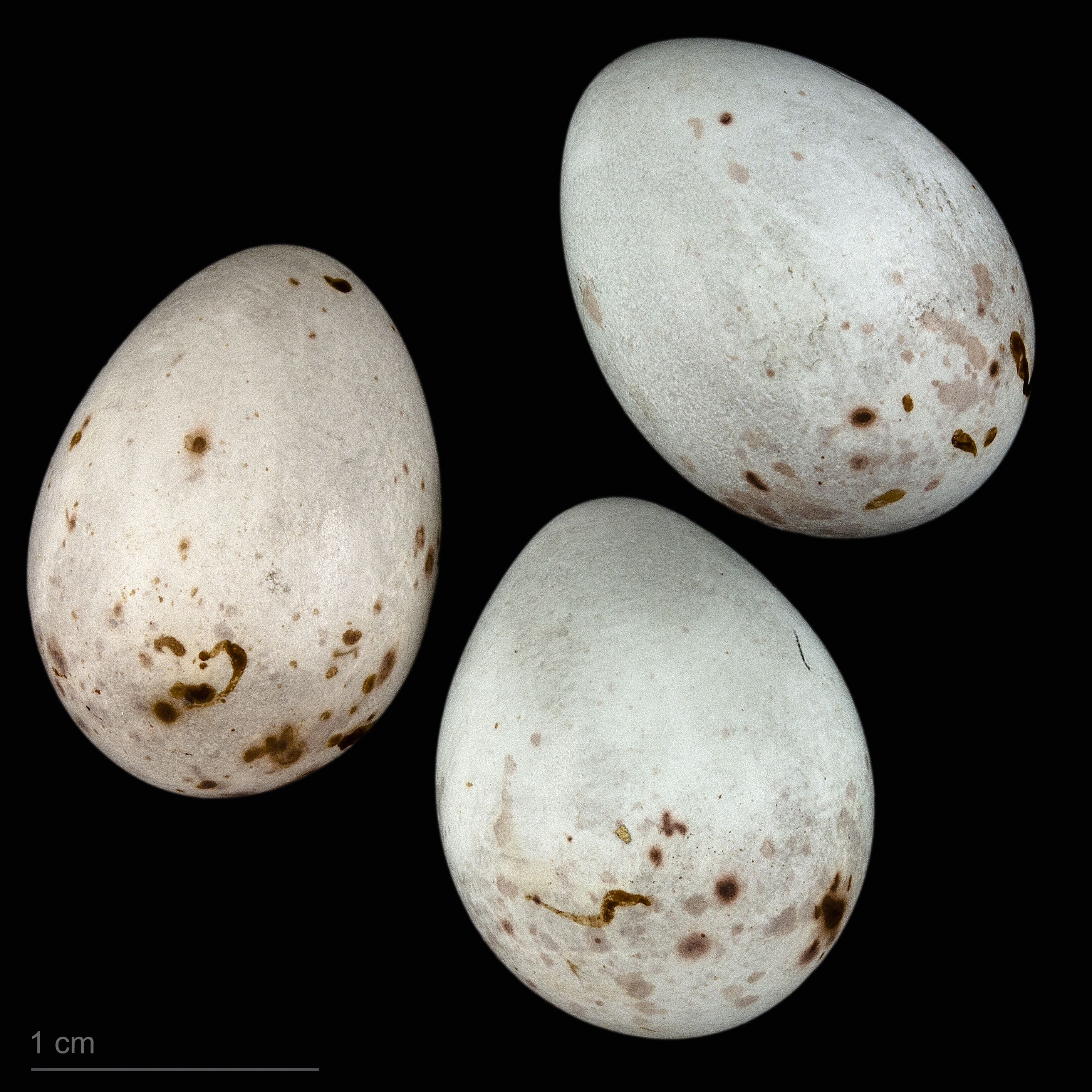
Яйца Pyrrhula pyrrhula pileata -

## Снегирь и человек
Снегирь часто содержится в клетках как красивая певчая птица. Размножается в неволе. В Западной Европе снегирь стал домашней птицей с множеством цветовых вариаций, пород.
Союз охраны птиц России объявил 2008 год годом снегиря.

### В литературе
В русской поэзии наиболее ярок образ снегиря, олицетворяющего полководца А. В. Суворова.
Г. Р. Державин. «Снигирь»:

Что ты заводишь песню военну

Флейте подобно, милый снигирь?

С кем мы пойдем войной на Гиену?

Кто теперь вождь наш? Кто богатырь?

Сильный где, храбрый, быстрый Суворов?
— 1800